# Cultura Yoruba

Grupo de bailarines yoruba en un festival popular.

En Yorubalandia y entre el pueblo yoruba prevalecen normas culturales distintivas.
Los yoruba viven en la costa occidental de África, en Nigeria y también se encuentran en el este de la costa oriental de Benín y Togo. La mayoría de los esclavos llevados a América procedían de descendientes yorubas,  se encuentran también en Brasil, Cuba, el Caribe y Estados Unidos. También hay muchos yorubas viviendo actualmente en Europa, sobre todo en Gran Bretaña, ya que Nigeria fue colonia británica. Los yoruba son uno de los grupos culturales más numerosos de África. 
Los yoruba llevan más de 1.500 años viviendo en avanzados reinos urbanos. Crearon una economía fuerte gracias a la agricultura, el comercio y la producción artística. Entre sus destacadas y singulares tradiciones artísticas figuran la talla de madera, la escultura, el trabajo del metal, el textil y el abalorio.

## Religión (Ẹsìn)
Se dice que los yoruba son un pueblo religioso, pero también son pragmáticos y tolerantes con sus diferencias religiosas. Si bien muchos profesan la escuela de pensamiento yoruba; muchos más profesan otras religiones, por ejemplo, el cristianismo (Ẹsìn Ìgbàgbọ́), el Islam (Ẹsìn Ìmàle), etc.

## Ley
La ley yoruba es el sistema legal de Yorubalandia. Es bastante complejo: cada grupo y subgrupo tiene un sistema que varía, pero en general el gobierno comienza dentro de la familia inmediata. El siguiente nivel es el clan, o familia extensa, con su propio jefe conocido como Baálé. Este jefe estará sujeto a los jefes de la ciudad, y estos jefes generalmente están sujetos a su Oba, quien puede o no estar sujeto a otro Oba mismo.
La mayor parte de lo que sobrevivió de este código legal ha sido asimilado a los derechos consuetudinarios de las naciones soberanas que habitan los yoruba.

## Idioma (Èdè)
El pueblo yoruba habla tradicionalmente el idioma yorùbá, un miembro de la familia de lenguas nigerocongolesas. Además de referirse al conjunto de dialectos y sus hablantes, el término yoruba también se utiliza para la forma escrita estándar del idioma.

## Lingüística
La literatura escrita yoruba comienza con la formación de su gramática publicada en 1843. El idioma estándar incorpora varias características de otros dialectos.

## Filosofía
La cultura yoruba se compone de la filosofía popular/cultural, la religión autóctona y los cuentos populares. Están plasmados en la Adivinación Ifá-Ifé, conocida como el Libro tripartito de la Iluminación o el Cuerpo del Conocimiento en Yorubalandia y en su diáspora. Otros componentes del Libro del Conocimiento o del Libro de la Ilustración son la psicología, la sociología, las matemáticas, la cosmogonía, la cosmología y otras áreas de los intereses humanos.
El pensamiento cultural yoruba es testigo de dos épocas. La primera época es una historia que hace época en la mitología y la cosmología. Esta es también una historia que hace época en la cultura oral durante la cual el filósofo divino Orunmila fue el líder y un adivino preeminente. Reflexionó sobre los mundos visible e invisible, recordando la cosmogonía, la cosmología y las criaturas mitológicas en los mundos visible e invisible. Este filósofo, Orunmila, personifica la sabiduría y el idealismo. Se ha dicho que es más psicólogo que filósofo. Es el cultivador de ambiciones y deseos, y el intérprete de ori (cabeza) y su destino. El mundo analfabeto, obligado por la necesidad de sobrevivir, impelido por la necesidad de desentrañar los misterios de los días y de las noches, hizo que Orunmila cultivara la idea de la Adivinación.
La segunda época es la del discurso metafísico. Esto comenzó en el siglo XIX, cuando la tierra se convirtió en una tierra alfabetizada gracias a la diligencia y el pragmatismo del Dr. Samuel Ajayi Crowther, el primer obispo anglicano africano. Se le considera el cultivador del idealismo yoruba moderno.
La singularidad del pensamiento yoruba es que tiene una forma principalmente narrativa, que explica y señala el conocimiento de las causas y la naturaleza de las cosas, afectando el universo corpóreo y espiritual y su bienestar. Los yoruba tienen cientos de aforismos, cuentos populares y tradiciones, y creen que cualquier tradición que amplíe los horizontes de las personas y presente elementos de reflexión es el comienzo de una filosofía.
Como sucedía en la antigüedad, los yoruba siempre atribuyen connotaciones filosóficas y religiosas a todo lo que produjeron o crearon. De ahí que a algunos de ellos se les llame artistas-filósofos. Esto se suma al hecho de que uno puede encontrar un escultor, un tejedor, un tallador o un alfarero en cada hogar de la tierra yoruba.
A pesar de que los Yoruba no pueden detallar todos sus largos pedigríes, como Oduduwa, Obatala, Orunmila, Sango, Ogun, Osun (una de las tres esposas de Sango), Olokun, Oya (una de las tres esposas de Sango), Esu., Ososi, Yemoja, Sopona, etc., sin embargo, es un hecho cierto que todos impactaron al pueblo yoruba y contribuyeron al bienestar de la sociedad yoruba. Sin sus diversas contribuciones, la tierra yoruba podría haberse perdido en un caos de confusión.
Aunque la religión suele ocupar el primer lugar en la cultura yoruba, es el pensamiento del hombre el que realmente conduce la conciencia espiritual (ori) a la creación y práctica de la religión. Así, el pensamiento/filosofía es anterior a la religión.
Hoy en día, las comunidades académicas y no académicas se están interesando cada vez más en la cultura yoruba, así como en su Libro de la Ilustración. Por lo tanto, se están llevando a cabo cada vez más investigaciones sobre el pensamiento cultural yoruba, a medida que se escriben más y más libros sobre él, dejando su huella y avanzando su investigación entre pensadores no africanos, como los filósofos políticos y los científicos políticos que están comenzando a abrir sus puertas a otras culturas, ampliando sus puntos de vista.
| Nombre         | Deidad de                                                                                    | Grupo étnico         | Religión               | Miembro de | Patria            |
| -------------- | -------------------------------------------------------------------------------------------- | -------------------- | ---------------------- | ---------- | ----------------- |
| Agemo          | Camaleón, Sirviente                                                                          | Yoruba People        | Yoruba Religion        | Orisha     | Yorubaland        |
| Aggayú solá    | Volcanes, Desierto, Desierto, Fuego                                                          | Yoruba People        | Yoruba Religion        | Orisha     | Yorubaland        |
| Ajaka          | Paz, Amor, Igualdad                                                                          | Yoruba People        | Yoruba Religion        | Orisha     | Yorubaland        |
| Akògún         | Guerrero, Cazador, Usar Paja                                                                 | Yoruba People        | Yoruba Religion        | Orisha     | Yorubaland        |
| Ayangalu       | Baterista, Gángan                                                                            | Yoruba People        | Yoruba Religion        | Orisha     | Yorubaland        |
| Ara Ara        | Tiempo, Strom, Trueno                                                                        | Yoruba People        | Yoruba Religion        | Orisha     | Yorubaland        |
| Ayelala        | Castiga el crimen                                                                            | Yoruba People (Part) | Yoruba Religion (Part) | Orisha     | Yorubaland (Part) |
| Aroni          | Belleza De La Naturaleza, Sipirt Del Bosque, Hierba, Planta, Árbol                           | Yoruba People        | Yoruba Religion        | Orisha     | Yorubaland        |
| Alaafia        | Paz, Humilde, Paciencia                                                                      | Yoruba People        | Yoruba Religion        | Orisha     | Yorubaland        |
| Arun           | Enfermedades, Aflicción                                                                      | Yoruba People        | Yoruba Religion        | Orisha     | Yorubaland        |
| Aje            | Riqueza, Propiedad, Prosperidad, Fortuna, Éxito                                              | Yoruba People        | Yoruba Religion        | Orisha     | Yorubaland        |
| Aye            | Pasión, Ecologismo, Naturaleza                                                               | Yoruba People        | Yoruba Religion        | Orisha     | Yorubaland        |
| Ajá            | Silvestre, Hierba, Planta, Hoja                                                              | Yoruba People        | Yoruba Religion        | Orisha     | Yorubaland        |
| Biri           | Oscuridad, Noche, Medianoche                                                                 | Yoruba People        | Yoruba Religion        | Orisha     | Yorubaland        |
| Babalú Ayé     | Viruela, Enfermedades epidémicas, Curación                                                   | Yoruba People        | Yoruba Religion        | Orisha     | Yorubaland        |
| Bayanni (Dada) | Niños, Cabezas temibles, Prosperidad                                                         | Yoruba People        | Yoruba Religion        | Orisha     | Yorubaland        |
| Dada           | Travesuras y terquedad                                                                       | Yoruba People        | Yoruba Religion        | Orisha     | Yorubaland        |
| Ela            | Manifestación, Luz y Pasión por la Caridad y la Generosidad                                  | Yoruba People        | Yoruba Religion        | Orisha     | Yorubaland        |
| Edi            | Espíritu Del Mal, Susurrador De La Perdición Y La Corrupción)                                | Yoruba People        | Yoruba Religion        | Orisha     | Yorubaland        |
| Egúngún        | Muertos santos                                                                               | Yoruba People        | Yoruba Religion        | Orisha     | Yorubaland        |
| Erinle         | Cazador, Tierra, Fuerza Natural del Universo                                                 | Yoruba People        | Yoruba Religion        | Orisha     | Yorubaland        |
| Eshu           | Engaño, Encrucijada, Infortunio, Caos, Muerte, Viajeros, Mensajero                           | Yoruba People        | Yoruba Religion        | Orisha     | Yorubaland        |
| Ibeji          | Gemelos                                                                                      | Yoruba People        | Yoruba Religion        | Orisha     | Yorubaland        |
| Iroko          | Árbol, Desierto                                                                              | Yoruba People        | Yoruba Religion        | Orisha     | Yorubaland        |
| Iya Nla        | Espíritu primordial                                                                          | Yoruba People        | Yoruba Religion        | Orisha     | Yorubaland        |
| Iku            | Muerte                                                                                       | Yoruba People        | Yoruba Religion        | Orisha     | Yorubaland        |
| Imole          | Luz del sol, adivino                                                                         | Yoruba People        | Yoruba Religion        | Orisha     | Yorubaland        |
| Logunede       | Guerra y caza                                                                                | Yoruba People        | Yoruba Religion        | Orisha     | Yorubaland        |
| Moremi         | Salvador                                                                                     | Yoruba People        | Yoruba Religion        | Orisha     | Yorubaland        |
| Oba            | Río                                                                                          | Yoruba People        | Yoruba Religion        | Orisha     | Yorubaland        |
| Obba           | Pasión por las tareas domésticas, las políticas domésticas                                   | Yoruba People        | Yoruba Religion        | Orisha     | Yorubaland        |
| Obatala        | Creación                                                                                     | Yoruba People        | Yoruba Religion        | Orisha     | Yorubaland        |
| Oduduwa        | Progenitor, Guerrero                                                                         | Yoruba People        | Yoruba Religion        | Orisha     | Yorubaland        |
| Ogun           | Guerreros, soldados, herreros, metalúrgicos, artesanos                                       | Yoruba People        | Yoruba Religion        | Orisha     | Yorubaland        |
| Oke            | Montaña, Colina                                                                              | Yoruba People        | Yoruba Religion        | Orisha     | Yorubaland        |
| Oko            | Agricultura, Ganadería, Fertilidad                                                           | Yoruba People        | Yoruba Religion        | Orisha     | Yorubaland        |
| Olokun         | Agua, Salud, Riqueza                                                                         | Yoruba People        | Yoruba Religion        | Orisha     | Yorubaland        |
| Olumo          | Montaña                                                                                      | Yoruba People        | Yoruba Religion        | Orisha     | Yorubaland        |
| Ọranyani       | Progenitor                                                                                   | Yoruba People        | Yoruba Religion        | Orisha     | Yorubaland        |
| Orò            | Justicia, Bullroarers                                                                        | Yoruba People        | Yoruba Religion        | Orisha     | Yorubaland        |
| Oronsen        | Progenitor                                                                                   | Yoruba People        | Yoruba Religion        | Orisha     | Yorubaland        |
| Ọrunmila       | Sabiduría, Conocimiento, Adivinación de Ifá, Filosofía, Destino, Destino, Profecía, Babalawo | Yoruba People        | Yoruba Religion        | Orisha     | Yorubaland        |
| Ori            | Antes, Más Allá, Destino, Identidad Personal                                                 | Yoruba People        | Yoruba Religion        | Orisha     | Yorubaland        |
| Osanyin        | Hierba, Planta, Naturaleza, Herbolario, Mago                                                 | Yoruba People        | Yoruba Religion        | Orisha     | Yorubaland        |
| Oshosi         | Caza, Bosque, Guerrero, Justicia                                                             | Yoruba People        | Yoruba Religion        | Orisha     | Yorubaland        |
| Oshun          | Diosa del agua, la pureza, la fertilidad, el amor y la sensualidad                           | Yoruba People        | Yoruba Religion        | Orisha     | Yorubaland        |
| Oshunmare      | Arco iris, Serpiente, Regeneración, Renacimiento                                             | Yoruba People        | Yoruba Religion        | Orisha     | Yorubaland        |
| Otin           | Río, Luchador                                                                                | Yoruba People        | Yoruba Religion        | Orisha     | Yorubaland        |
| Oya            | Tormentas, Viento, Truenos, Relámpagos, Muertos                                              | Yoruba People        | Yoruba Religion        | Orisha     | Yorubaland        |
| Shango         | Trueno, Relámpago, Fuego, Justicia, Danza, Virilidad                                         | Yoruba People        | Yoruba Religion        | Orisha     | Yorubaland        |
| Shigidi        | Guardián del hogar y el medio ambiente                                                       | Yoruba People        | Yoruba Religion        | Orisha     | Yorubaland        |
| Yemoja         | Diosa De La Creación, Agua, Luna, La Maternidad, Protección                                  | Yoruba People        | Yoruba Religion        | Orisha     | Yorubaland        |
| Yewá           | Río Yewa                                                                                     | Yoruba People        | Yoruba Religion        | Orisha     | Yorubaland        |

## Idealismo yoruba
El idealismo en la tierra yoruba y para el pueblo yoruba se equipara con el propósito ideal de la vida, la búsqueda del significado de la vida y el anhelo de lo mejor en la vida. Orunmila, el cultivador de la adivinación Ifá-Ifé, es el padre del antiguo idealismo yoruba. Su idealismo (divino) ha inspirado a todo el pueblo yoruba en África y en la diáspora, especialmente a aquellos que fueron robados (a las Américas y las Indias Occidentales) durante la inhumana trata de esclavos.
Basado en la definición del idealismo yoruba, que es la búsqueda del significado de la vida y el anhelo de lo mejor en la vida, el idealismo yoruba es una especie de Movimiento de Ilustración por derecho propio, ya que cada vástago de la tierra se esfuerza por alcanzar el idealismo yoruba de su ambición idealista.
El idealismo de Orunmila marcó el comienzo de un idealismo más moderno que inspiró al pragmático Dr. Ajayi Crowther en el siglo XIX y al Jefe Obafemi Awolowo en el siglo XX, quienes lograron crear una atmósfera moral para que la tierra yoruba prosperara, impactando una mayoría moral a la que pertenece el idealismo y del que surge el realismo. Su filosofía de liderazgo lo ayudó con grandes ideas. Construyó las primeras casas de radio y televisión en África. Cultivó las grandes ideas que llevaron a la construcción del primer estadio moderno de África y la primera Cocoa House del mundo. En términos generales, los yoruba son idealistas por naturaleza.

## Mito de la Creación
Toda cultura posee historias que explican como se creó el universo. Una versión de la historia de la creación que cuentan los
los yoruba para explicar el principio del universo es la siguiente:
Olorun vivía en el cielo con todos los demás dioses. Le dijo a Orisanla, el dios de la blancura, que creara la tierra para él. Olorun le dio a Orisanla un poco de tierra, una cadena, un pollo y una concha de caracol. Cuando Orisanla llegó a las puertas del cielo se dio cuenta de que otros dioses estaban celebrando una fiesta. Él se detuvo a charlar con los dioses y bebió un poco de su vino de palma. Orisanla se mborrachó y se quedó dormido.
Odua, el hermano hermano menor de Orisanla, Odua, se acercó hermano dormido. Cogió todas las cosas que Olorun le había dado y se fue al borde del cielo con Camaleón. Odua soltó la cadena y bajó, arrojando parte de la tierra al agua. Luego soltó al pollo y
el pollo arañó la tierra, expandiéndola en muchas direcciones hasta que los extremos de la Tierra. El camaleón pisó la tierra para asegurarse de que era estable. Odua le siguió y se asentó en un lugar llamado Idio. Orisanla pronto despertó y se dio cuenta de lo sucedido. Desde entonces Orisanla prohibió el vino de palma. Incluso hoy en día los que adoran a Orisanla tienen prohibido beber vino de palma. Orisanla bajó a reclamar la tierra pero su hermano, Odua exigió que él fuera el dueño de la tierra, ya que él la había creado. 
Los dos hermanos siguieron peleando hasta que Olorun los oyó y los llamó para que se presentaran ante él. Olorun concedió a Odua el derecho a poseer la tierra y gobernarla. Olorun le dijo entonces a Orisanla que se convertiría en el creador de la humanidad. Y para mantener la paz entre los dos hermanos Olorun los envió de vuelta a la tierra con Sango, el Dios del Trueno; Ifa, el Dios de la Adivinación; y Eleshije, el Dios de la Medicina.

## Arte

### Escultura

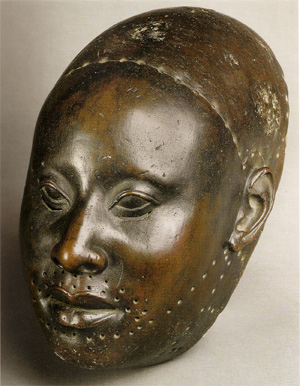
Máscara de cobre yoruba para el rey Obalufon, Ife, Nigeria c. 1300 dC

Se dice que los yoruba son escultores prolíficos, famosos por sus obras de terracota a lo largo de los siglos XII, XIII y XIV; los artistas también han realizado obras de arte en bronce.
El Museo Esiẹ es un museo en Esiẹ; una ciudad vecina de Oro en Irepodun, Kwara. El museo fue el primero que se estableció en Nigeria cuando se inauguró en 1945. Alguna vez albergó más de mil figuras o imágenes de lápidas que representaban a seres humanos. Tiene fama de tener la colección de imágenes de esteatita más grande del mundo. En los tiempos modernos, el museo Esie ha sido el centro de actividades religiosas y alberga un festival en el mes de abril de cada año.

### Textil
El tejido se realiza en diferentes tipos de telares para crear cientos de patrones diferentes. Adire y Aso Oke son algunos de los textiles populares en tierra yoruba. Adire (atar y teñir) es el nombre que se le da a la tela teñida de índigo producida por mujeres yoruba del suroeste de Nigeria utilizando una variedad de técnicas de tinte resistente. Adire se traduce como atar y teñir, y las primeras telas probablemente eran diseños simples atados en telas de algodón tejidas a mano localmente, muy parecidas a las que todavía se producen en Malí.

### Literatura
Myth and Weave es el movimiento literario y artístico en el país yoruba alrededor del siglo IX, cuando se pensaba que cada mito y tejido era la voluntad divina de Olorun/Olodumare (amuwa Olorun/Olodumare). Era el período de la literatura oral en el que el monónimo estaba a la orden del día. ¿CÓMO COMENZÓ? Comenzó cuando las cabezas del pueblo (llenas de ideas) se regocijaban con mitos y obras artísticas, cuando había un artista en cada casa, cuando las artes literarias no podían tomarse por trivialidades; la sociedad comenzó a encontrar la felicidad y el significado de la vida en sus cuentos mitológicos y obras de arte. Esta felicidad y una vida significativa llevaron al movimiento de pedaleo suave que se conoce como mito y tejido. Desde entonces se ha convertido en una tradición que va desde aquellos registros y experiencias orales hasta la era actual del lápiz y el papel. Con énfasis y ritmo, emparentados con un nuevo amanecer en la vida de una nación, y lo que es más, el siglo IX simboliza la época en la que la estética era/es considerada como la apreciación y la filosofía de la naturaleza, la belleza y las artes.

### Cocina

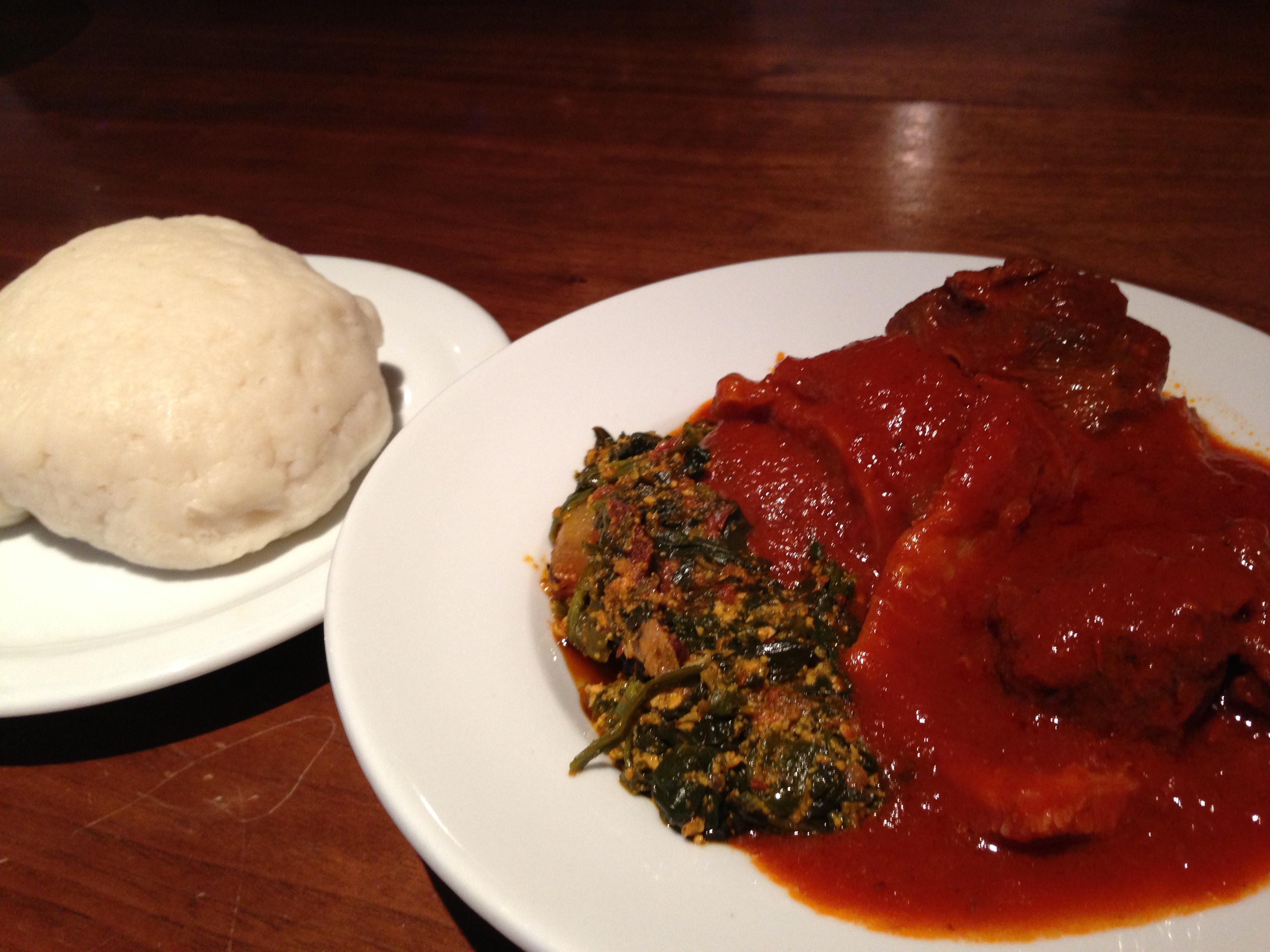
Plato de Iyan (ñame machacado)

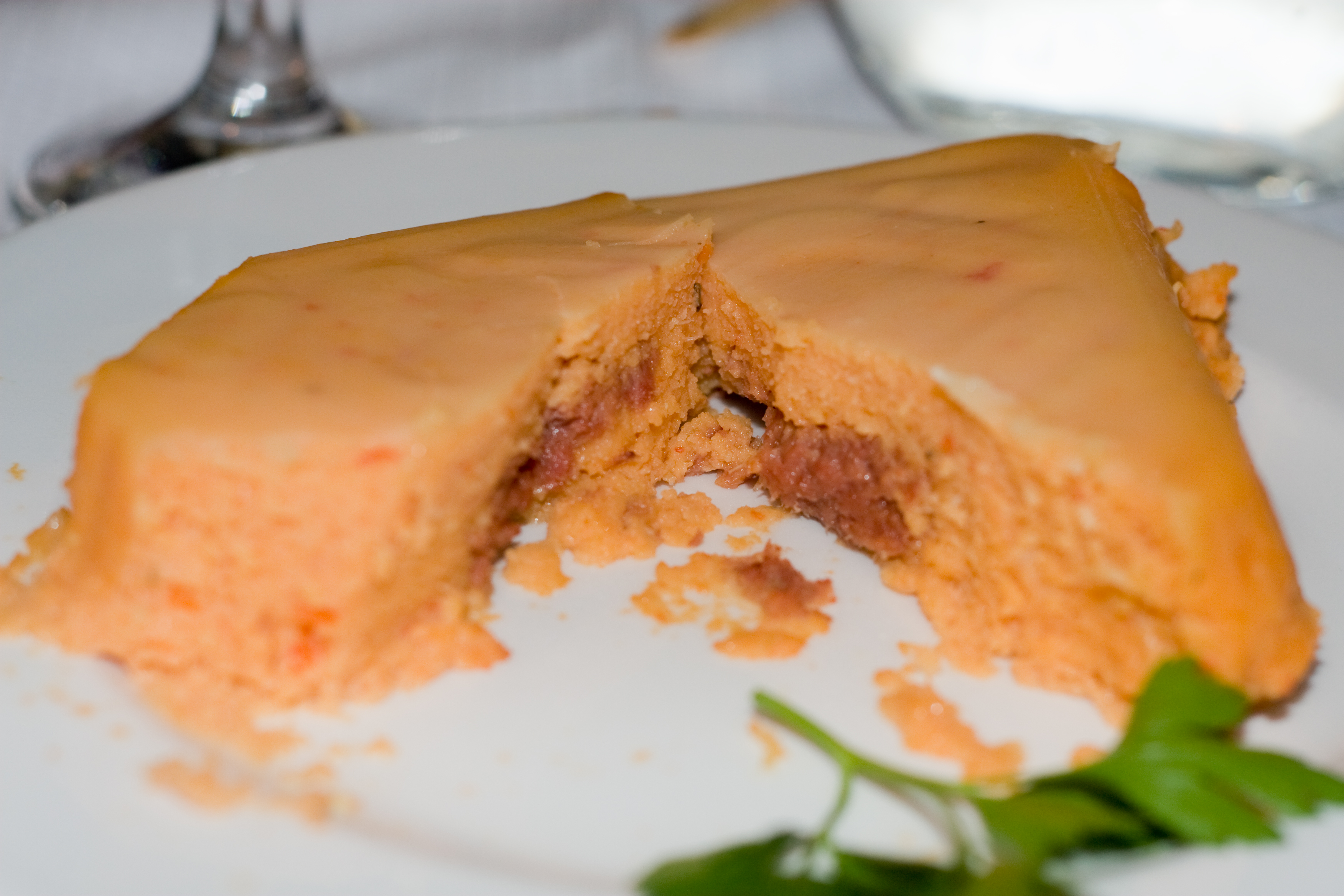
Cut Moin moin; las hojas de "Ewe eran" (Thaumatococcus daniellii) se utilizan tradicionalmente para mejorar el sabor.

Algunos alimentos comunes nativos de los yoruba incluyen moin-moin (pudín de frijoles al vapor) y akara (pastel de frijoles). Las sopas nativas yoruba incluyen ewedu (yute), gbegiri (que se elabora con frijoles) y efo riro (un tipo de sopa de verduras). Sopas como la sopa de okra (conocida localmente como obé ila) y el egusi (sopa de melón) se han vuelto muy populares en el oeste de Nigeria en los últimos tiempos y, además de la amala (harina de ñame), una comida tradicional yoruba hecha de harina de ñame, estas pueden comerse con ewedu y gbegiri. Numerosos platos nigerianos, incluido el ñame machacado (conocido localmente como iyan); lafun, un fufu nigeriano elaborado con yuca; sémola; y garri (eba).
Algunos platos se preparan especialmente para festividades y ceremonias. El arroz jollof, el arroz frito y el arroz Ofada son muy comunes en Nigeria (especialmente en la región suroeste, que incluye Lagos). Otros platos populares incluyen Asaro, Efokore, Ekuru y Aro, guisos, maíz, yuca y harinas (como harinas de maíz, ñame y plátano), huevos, pollo y una variedad de carnes y pescados. Algunas comidas menos conocidas y muchos alimentos básicos variados son los gruel de arrurruz, los dulces, los buñuelos y los brebajes de coco; y algunos panes como el pan de levadura, los bollos de roca y el pan al vino de palma. La cocina yoruba es bastante amplia y, a menudo, incluye plátanos que se pueden hervir, freír y asar.

### Música

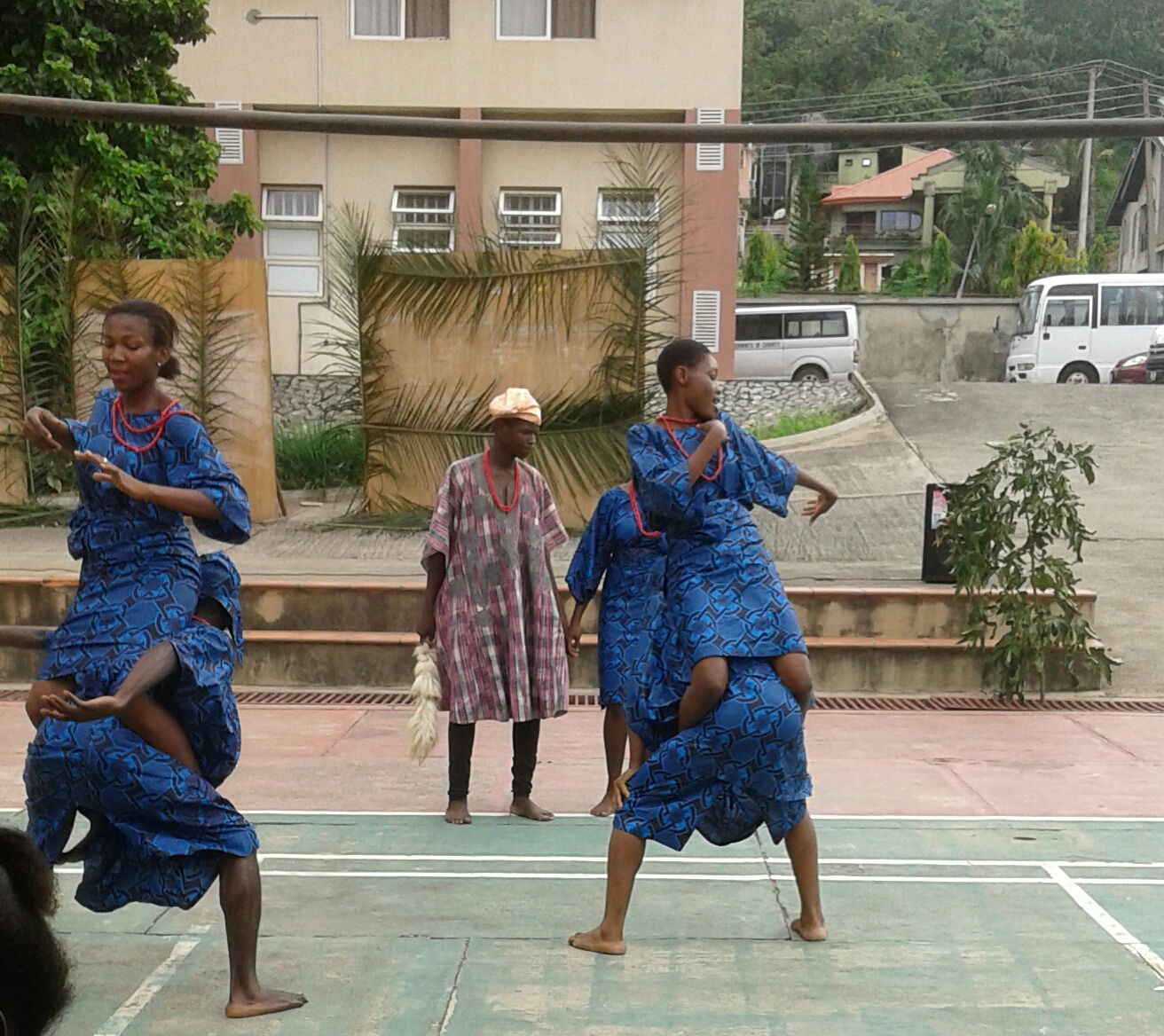
Bailarines culturales yoruba

La música y la danza siempre han sido una parte importante de la cultura yoruba; se utilizan en muchas formas diferentes de entretenimiento. Los instrumentos musicales incluyen bata, saworo, sekere, gangan, etc. Las variedades musicales incluyen Juju, Fuji y Afrobeat, con artistas como King Sunny Ade, Ebenezer Obey y KWAM 1.

## Nombrar costumbres
El pueblo yoruba cree que la gente vive el significado de sus nombres. Como tal, el pueblo yoruba pusieron un esfuerzo considerable en nombrar a un bebé. Su filosofía de denominación se transmite en un adagio común, ile ni an wo, ki a to so omo l'oruko ("uno presta atención a la familia antes de nombrar a un niño"): hay que considerar la tradición y la historia de los parientes de un niño al elegir un nombre.
Algunas familias tienen tradiciones de larga data para nombrar a sus hijos. Estas costumbres suelen derivarse de su profesión o religión. Por ejemplo, una familia de cazadores podría llamar a su bebé Ogunbunmi (Oggun me favorece con esto) para mostrar su respeto a la divinidad que les da herramientas de metal para la caza. Mientras tanto, una familia que venera a Ifá puede nombrar a su hijo Falola (Ifá tiene honor).

### Nombrar
Como generalmente se cree que los nombres son como espíritus a los que les gustaría vivir sus significados, los padres hacen una búsqueda exhaustiva antes de poner nombres a sus bebés. Las ceremonias de nombramiento se realizan con el mismo cuidado meticuloso, generalmente por el miembro de mayor edad de la familia. Simbólicos de las esperanzas, expectativas y oraciones de los padres por el nuevo bebé, la miel, la cola, la cola amarga, el atare (pimienta de cocodrilo), el agua, el aceite de palma, el azúcar, la caña de azúcar, la sal y el licor tienen cada uno un lugar y un significado especial en la cosmovisión de los yoruba. Por ejemplo, la miel representa la dulzura y la oración de los padres es que la vida de su bebé sea tan dulce como la miel.
Después del ritual, se nombra al niño y los miembros de la familia extensa tienen el honor de darle también un nombre. El regalo de un nombre viene acompañado de regalos de dinero y ropa. En muchos casos, el familiar llamará posteriormente al niño por el nombre que le dé, por lo que un nuevo bebé puede tener más de una docena de nombres.

### Nombre predeterminado
- Amutorunwa (traído del cielo)
- Oruko - nombre

Algunos yorubas creen que un bebé puede tener nombres predestinados. Por ejemplo, se cree que los gemelos (ibeji) tienen nombres de nacimiento naturales. Así, el primero que nace de los dos se llama Taiwo o Taiye, formas abreviadas de Taiyewo, que significa el catador del mundo. Se trata de identificar al primer gemelo como el enviado por el otro para ir primero a probar el mundo. Si se queda ahí, se deduce que no está mal, y eso enviaría una señal al otro para que empiece a venir. De ahí que el segundo en llegar se llame Kehinde (llegada tardía); Ahora es común que muchos Kehindes sean llamados por el familiar diminutivo "Kenny". Independientemente del sexo, el niño nacido de la misma mujer después de los gemelos se llama Idowu, y el siguiente se llama Alaba, luego el siguiente niño se llama Idogbe . Ige es un niño que nace con las piernas saliendo primero en lugar de la cabeza; y Ojo (masculino) o Aina (hembra) es el que nace con el cordón umbilical alrededor del cuello. Cuando un niño es concebido sin menstruación previa, se le llama Ilori. Dada es el niño que nace con el pelo rizado; y Ajayi (apodado Ogidi Olu) es el que nace boca abajo.
Otros nombres naturales incluyen Abiodun (el que nace en un día o período festivo), Abiona (el que nace en un viaje), Abidemi o Bidemi (el que nace sin la presencia de su padre), es decir, el padre del niño no presenció la ceremonia de nombramiento de su bebé, pero no muerto, tal vez solo viajó, Enitan (uno de un cuento) este niño pudo haber tenido a alguno de sus padres muerto antes de nacer, Bosede (uno que nació en un día santo); Babatunde / Babatunji (que significa padre ha regresado) es el hijo nacido en una familia donde un padre falleció recientemente. Esto da testimonio de la creencia en la reencarnación. Iyabode, Yeside, Yewande y Yetunde ("la madre ha regresado") son homólogos femeninos, nombres con el mismo significado.

### Nombre dado al nacer
- Oruko - nombre
- Abi - nació
- Asi llamado

Estos son nombres que no son naturales para el niño al nacer, sino que se dan el séptimo día de nacimiento (para las mujeres) o el noveno día de nacimiento (para los hombres). Algunos grupos yoruba practican ifalomo (sexto) y celebran los ritos de nombramiento el sexto día. La influencia del cristianismo y el Islam en la cultura yoruba fue responsable de la ceremonia de nombramiento del octavo día. Los nacimientos de gemelos cuando son hombre y mujer suelen recibir el nombre al octavo día, pero al séptimo o noveno día si son gemelos del mismo sexo. Se otorgan de acuerdo con acontecimientos importantes en el momento del nacimiento o con referencia a la tradición familiar, como se mencionó anteriormente.
Ejemplos de nombres dados con referencia a la tradición familiar incluyen Ogundiran (Ogun se ha convertido en una tradición viva en la familia); Ayanlowo (la tradición ayan de tocar los tambores es honorable); Oyetoso (la jefatura es adorno); Olanrewaju (El honor avanza); Olusegun (Dios ha conquistado al enemigo).

### Nombres abiku
- Abi - nacido, o Bi - nacido
- Iku - muerte, o Ku - morir/muerto

Los yoruba creen que algunos niños nacen para morir. Esto se deriva del fenómeno de los trágicos incidentes de alta tasa de mortalidad infantil que a veces afligen a una misma familia durante mucho tiempo. Cuando esto ocurre, la familia idea varios métodos para prevenir una recurrencia, incluido dar nombres especiales en un nuevo nacimiento. Estos nombres reflejan la frustración de los padres pobres:
- Malomo (no vuelvas a ir)[18]
- Kosoko (ya no hay azada). Esto se refiere a la azada que se utiliza para cavar la tumba.[19]
- Kashimawo (esperemos y veremos). Esto sugiere una actitud algo cínica por parte de los padres.[20]
- Banjoko (siéntate conmigo)[21]
- Orukotan (todos los nombres se han agotado)[22]
- Yemiitan (deja de engañarme)[23]
- Kokumo (esto no morirá)[24]
- Durojaiye (quédate y disfruta de la vida)[25]
- Durotimi o Rotimi (quédate conmigo)[26]
- Durosola (quédate y disfruta de la riqueza)

### Nombres de mascotas
Los yoruba también tienen apodos de mascotas u oriki. Estos son nombres de alabanza y se utilizan para sugerir cuál es el origen familiar del niño o para expresar la esperanza que uno tiene para él: Akanbi - (aquel que nace deliberadamente); Ayinde (alguien que es elogiado a su llegada); Akande (aquel que viene o llega con plena determinación); Atanda (aquel que es creado deliberadamente después de una búsqueda exhaustiva). Para las mujeres, Aduke (alguien a quien a todos les gusta cuidar), Ayoke (alguien a quien la gente está feliz de cuidar), Arike (alguien a quien cuidan en cuanto lo ven), Atinuke o Abike (alguien que nace para ser mimado).

## Boda

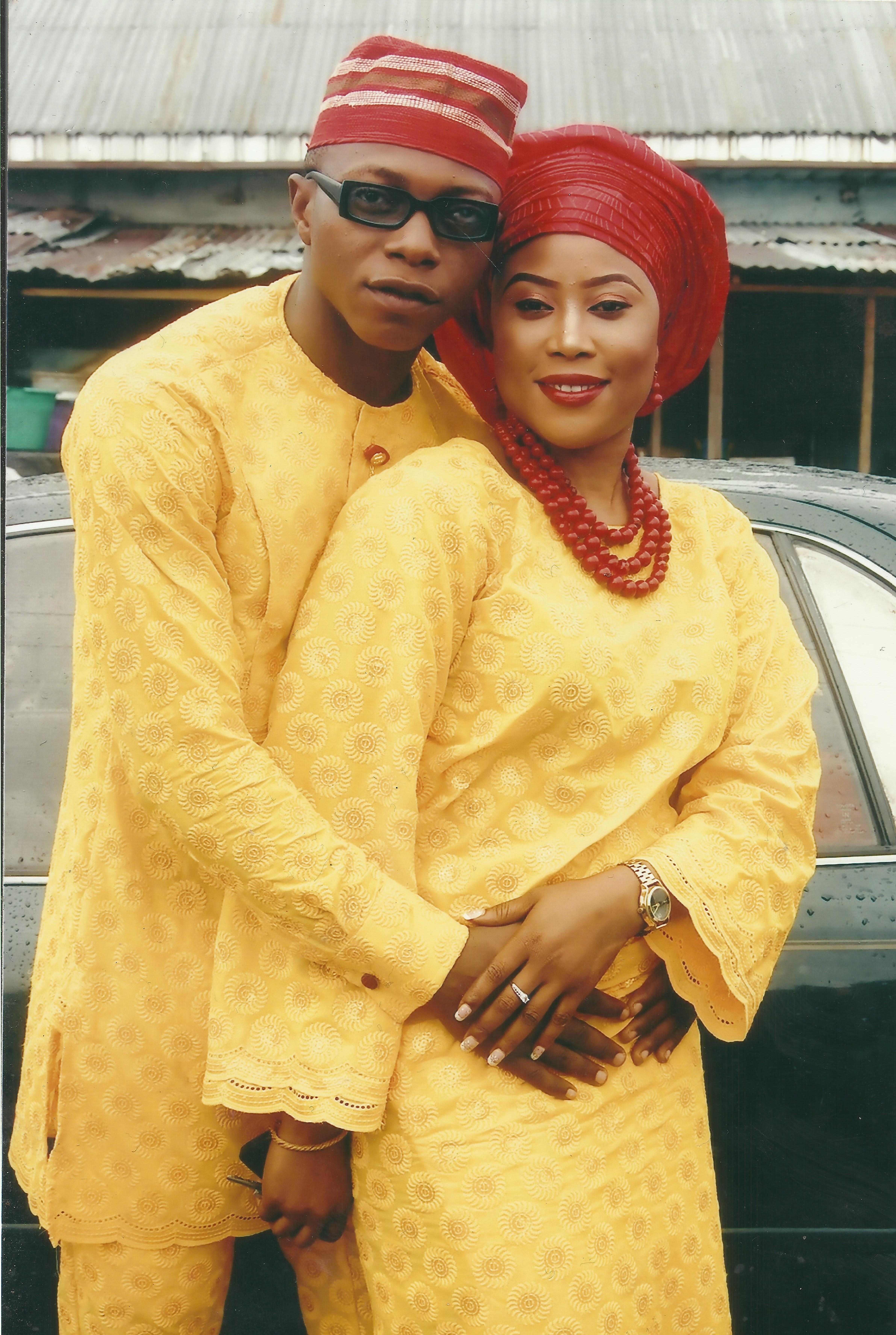
Ceremonia de boda. El patrón de vestimenta es típico de la etnia yoruba de Nigeria.

La cultura yoruba prevé la crianza del niño por parte de la familia extensa. En la sociedad tradicional, al niño se le asigna un maestro en cualquier oficio que los dioses especifiquen para él (aunque esto rara vez sucede hoy en día). Alternativamente, puede ejercer la profesión del padre, en el caso de un niño, o de la madre, en el caso de una niña. Los padres tienen la responsabilidad de su socialización en las normas de la sociedad en general, además de brindarle un medio de vida. Su boda también es responsabilidad de los padres.

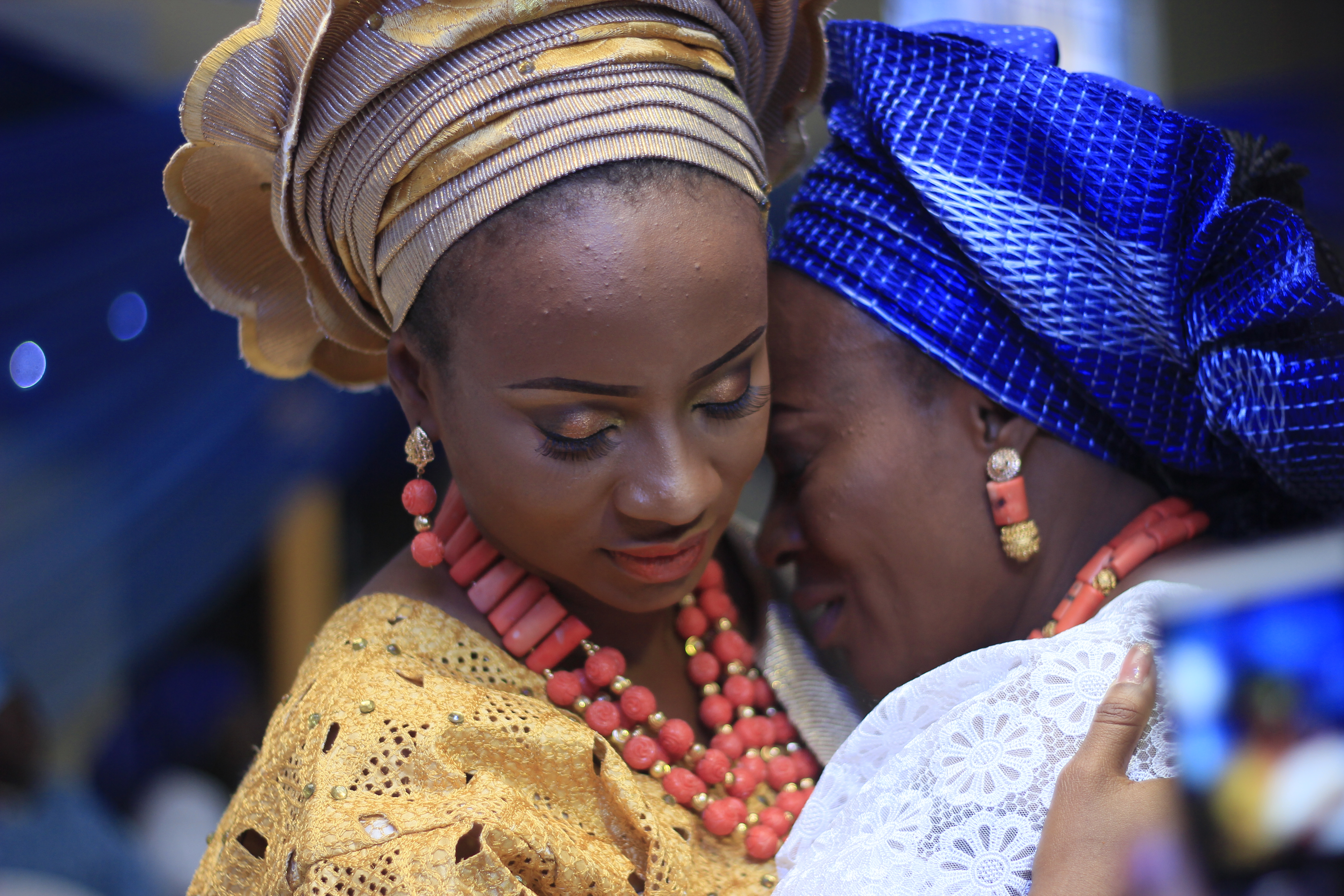
Una novia yoruba abraza a su madre el tradicional día de su boda. Este es un abrazo de despedida de madre a hija.

La ceremonia nupcial es el punto culminante de un proceso que comienza con el noviazgo. El joven identifica a una joven a la que ama. Él y sus amigos la buscan por diversos medios. El joven envía mensajes de interés a la joven hasta el momento en que están lo suficientemente cerca como para evitar a un intermediario (conocido como alarina ). Luego, una vez que ambos expresan amor mutuo, les hacen saber a sus padres lo que sienten el uno por el otro. Los padres del hombre hacen arreglos para visitar a los padres de la futura novia. Una vez obtenido su consentimiento, se podrá fijar el día de la boda. Antes del día de la boda se organiza el pago del precio de la novia. Esto asegura el consentimiento final de los padres de la novia y se fija el día de la boda. Una vez fijado el día ya sea mediante consulta de los Orishas por parte de un babalawo (en el caso de los seguidores de la religión yoruba) o por decisión de un hombre de Dios (en el caso de los musulmanes o del cristianismo), los novios son Advirtieron que evitaran viajar fuera de la ciudad, incluso a la granja. Esto es para evitar cualquier percance. El día de la boda es un día de celebración, comida, bebida y baile para los padres, los familiares, los nuevos marido y mujer y sus amigos y, a menudo, incluso los enemigos. El matrimonio no se considera sólo una unión entre marido y mujer, sino que también se considera entre los yoruba como la unión de las familias de ambas partes. Pero antes de que la novia vaya a la casa de su marido, diferentes personas, es decir, familiares y amigos, la escoltan hasta la puerta de su nuevo hogar en un ritual llamado Ekun Iyawo que significa "El grito de la nueva novia", esto es para mostrar que ella está triste al dejar la casa de sus padres y significa su presencia en el nuevo hogar. Allí se ora por ella y se lavan las piernas. Se cree que ella lava toda la mala suerte que pudo haber traído a la casa de su marido. Antes de que finalmente la lleven a su casa, si es partidaria de la fe yoruba, le dan una calabaza (igba) y luego le piden que la rompa. Cuando se rompe, se cree que la cantidad de pedazos en los que se rompe es la cantidad de hijos que dará a luz. En la noche de bodas, ella y su marido se encuentran por primera vez y normalmente se espera que él la descubra virgen. Si no lo hace, ella y sus padres caerán en desgracia y pueden ser desterrados del pueblo donde viven.
Si bien esta es la única ceremonia matrimonial que practican los miembros más tradicionales de la tribu, los miembros musulmanes y cristianos generalmente la combinan con una nikkah y una boda de registro (en el caso de los musulmanes) o una boda por la iglesia y una boda de registro (en el caso de los cristianos). En sus comunidades, la ceremonia yoruba descrita anteriormente se considera más una fiesta de compromiso que un rito de boda propiamente dicho.

## Fumigación de dinero (Owó-Níná)
Originarios de Yorubalandia, los yoruba siempre han sido un pueblo muy extravagante como se ve en su arte, lenguaje y poesía. La fumigación de dinero es una parte integral de la cultura yoruba en el suroeste de Nigeria. Es una tradición amada por muchos nigerianos hoy en día, independientemente de su origen étnico o tribu. La pulverización de dinero simboliza una lluvia de felicidad, buena fortuna y una muestra del afecto del invitado hacia la pareja en una ceremonia nupcial. Los novios son recibidos y bailan detrás del cortejo nupcial. Los invitados entran por turnos o, más recientemente, rodean a la pareja en la pista de baile y avanzan, colocando billetes en la frente de la pareja, permitiéndoles “llover”. "A medida que se rocía el dinero, los 'recolectores' toman el dinero del suelo y lo colocan en bolsas para la pareja".
A mediados de los años 40, la cultura fue absorbida por otros grupos étnicos y tribus que se habían trasladado a la región yoruba de Nigeria. Ahora se rocía dinero en bodas, inauguraciones de casas, acción de gracias, etc. en todo Yorubalandia como un buen gesto de los asistentes hacia los celebrantes. El dinero se coloca uno tras otro en el templo del celebrante y luego se deja caer al suelo o en una bandeja que luego sería recogido por los familiares o amigos del celebrante.

## Funeral (Ìsínku)
En la creencia yoruba, la muerte no es el fin de la vida; más bien, es una transición de una forma de existencia a otra. Los ogberis (gente ignorante) temen a la muerte porque marca el final de una existencia conocida y el comienzo de otra desconocida. La inmortalidad es el sueño de muchos, como lo expresa "Eji-ogbe": Mo dogbogbo orose; Ng ko ku mo; Mo digba oke; Mo duro Gbonin . (Me he convertido en un viejo árbol ose; ya no moriré; me he convertido en doscientas colinas reunidas en una; soy inamovible.) La referencia a las colinas se encuentra en el dicho "Gboningbonin ni t'oke, oke Gboningbonin".
Los yoruba también rezan por muchas bendiciones, pero las tres más importantes son la riqueza, los hijos y la inmortalidad: ire owo; ire omo; ire aiku pari iwa. Existe la creencia en una vida futura que es una continuación de esta vida, solo que en un entorno diferente, y la morada de los muertos generalmente se ubica en un lugar justo afuera de esta morada y, a veces, se piensa que está separada por un arroyo. La participación en esta otra vida está condicionada a la naturaleza de la propia vida y a la naturaleza de la propia muerte. Este es el significado de la vida: entregar el mensaje de Olodumare, el Creador Supremo, promoviendo el bien de la existencia. Porque es el deseo de la Deidad que los seres humanos promuevan el bien tanto como sea posible. De ahí que se insista en que uno tiene una buena capacidad de rectitud moral y personalidad. La personalidad es un estado alcanzado juzgado por el estándar de bondad hacia uno mismo, hacia la comunidad y hacia los antepasados. Como dice la gente: Keni huwa gbedegbede; keni lee ku pelepele; K'omo eni lee n'owo gbogboro L'eni sin . (Que uno conduzca su vida con dulzura; que pueda tener una buena muerte; que sus hijos puedan extender sus manos sobre su cuerpo en el entierro.)
La consecución de una buena muerte es una ocasión para celebrar la vida del difunto. Esto se divide en varias categorías. Primero, los hijos y nietos celebrarían la vida de sus padres, quienes fallecieron y les dejaron un buen nombre. En segundo lugar, los yoruba son realistas y pragmáticos en cuanto a su actitud ante la muerte. Saben que uno puede morir a una edad temprana. Lo importante es una buena vida y un buen nombre. Como dice el refrán: Ki a ku l'omode, ki a fi esin se irele eni; o san ju ki a dagba ki a ma ni adie irana. (Si morimos jóvenes y se mata un caballo para celebrar la vida de uno, es mejor que morir viejo sin que la gente mate ni siquiera un pollo para celebrarlo).
También se cree que los antepasados tienen un enorme poder para velar por sus descendientes. Por lo tanto, la gente se esfuerza por recordar a sus antepasados de forma regular. Esta es la veneración de los antepasados, que algunos han denominado erróneamente adoración de los antepasados. Se cree que el amor que existe entre un padre y un hijo aquí en la tierra debe continuar incluso después de la muerte. Y dado que el padre sólo ha ascendido a otro plano de existencia, debería ser posible que el vínculo permanezca fuerte.

## Género y sexualidad en la cultura yoruba

### Concepciones de género en la fe tradicional yoruba
Se pueden comprender las concepciones yoruba sobre género y sexualidad mediante un examen de cómo estos temas aparecían en sus creencias y cultura. Se puede obtener una idea importante de la visión precolonial de las mujeres a través de una revisión de las figuras centrales del mito yoruba.
En uno de los mitos de la creación del mundo, Olodumare, el creador supremo del Universo, creó a los orishas, deidades divinas que encarnaban fuerzas naturales específicas, prácticas humanas y otras características importantes del mundo social y natural. En esta historia, la orisha Osun, la brillante diosa de la belleza, la fertilidad y la sensualidad, era la más joven de las orishas enviadas por el dios supremo para establecer el mundo y fomentar a la humanidad. Sin embargo, el resto de los Orisha ignoraron su contribución y ella fue condenada al ostracismo porque usaron sus fuerzas varoniles para unir el mundo sin su ayuda.
Sin embargo, su marginación de Osun coincidió con el fracaso continuo de la Tierra encabezado por los orishas masculinos, y luego de su petición de ayuda a Olodumare, se reveló que el fracaso del mundo era el resultado de que los hombres marginaran a Osun e intentaran para crear un mundo sin la influencia femenina esencial de Osun.. Así, esta historia tiene como moraleja la importancia de la feminidad para el funcionamiento ordenado de la sociedad yoruba.
Otra figura importante en la concepción del género y la sexualidad es Yemoja. Según las diferentes tradiciones, Yemoja era adorada como la madre de todos los Orishas y la vida en la Tierra, o la deidad patrona de las mujeres y las madres, así como del río Ogun y otros en Nigeria. En todos los casos, se la adora como una diosa del río a quien los seguidores de la religión Ifá dirigen sus llamamientos en busca de fertilidad. Es una de las deidades más populares y los seguidores de Cuba y otras partes del Caribe la conocen con múltiples nombres, incluidos La Sirene y Yemayá.
Shangó era, según la tradición, un gobernante de la poderosa entidad política yoruba de Oyo. Como es típico de las historias de la tradición oral yoruba, existen múltiples variaciones de la historia de Shangó. Sin embargo, la esencia del mito sostiene que en su vida mortal, el rey Shangó gobernó el reino de Oyo durante un período de grandes batallas y conquistas. Pero su gobierno terminó prematuramente después de su suicidio, en algunas versiones debido a que fue derrocado por un jefe subordinado, en algunas versiones debido a su dolor después de matar accidentalmente a su familia con un hechizo recién descubierto. En cualquier caso, sus grandes logros fueron póstumos por los dioses, y tras su muerte el Orisha lo deificó, convirtiéndose en Shangó, el Orisha yoruba del rayo. Es reconocido en África, Cuba y otros lugares como un dios del trueno y el poder, que simboliza la masculinidad y la virilidad.
Otra deidad que abarca la visión yoruba de la masculinidad es Ogun, el Orisha cuyo culto lo adora como la deidad patrona del hierro, la guerra y la caza. Según la tradición oral, cuando los Orishas fueron enviados por el Creador Supremo para poner en orden el mundo recién creado, se encontraron con un enorme e insondable bosque que bloqueaba su vista y su acceso. El esfuerzo de los Orishas por talar este bosque fue inútil, pues las herramientas que tenían eran de madera. Luego, Ogun se retiró al interior de una montaña y, después de reunir los materiales necesarios, creó hierro, con el que pudo fabricar herramientas adecuadas y limpiar el bosque indomable. Como dios patrón del hierro y la guerra, Ogun es el Orisha a quien acuden los hombres y los herreros para asuntos relacionados con la guerra y la creación de armas y herramientas; así resume muchos de los temas masculinos que son relevantes para la vida de un guerrero, cazador o artesano yoruba fuerte y varonil. Al igual que Shangó, Osun y Yemoja, todavía es ampliamente venerado entre los descendientes de los yoruba en Nigeria y el Caribe.
Estos son solo cuatro de los numerosos orishas venerados por las diversas entidades políticas yoruba en Yorubalandia. Los yoruba como pueblo nunca han sido heterogéneos políticamente o culturalmente, y las opiniones de las personas sobre los orishas variaban según los puntos de vista y las prácticas dominantes. Sin embargo, Osun, Yemoja, Shangó y Ogun son cuatro de las deidades más adoradas en el panteón yoruba, como se evidencia por la gran cantidad de adoradores de estas deidades específicas en regiones fuera de África. Por lo tanto, el significado cultural de estas deidades ofrece una perspectiva útil de las concepciones yoruba sobre el género, basadas en las deidades que utilizaron para conceptualizar estas ideas en su teología.

### Roles de género
El idioma yorùbá no cuenta con pronombres diferentes basados en el género, lo que significa que la cultura yoruba no se encuentra tan dividida lingüísticamente en términos de género como muchas sociedades occidentales. En cambio, las distinciones de género relacionadas con roles y expectativas sociales pueden ser atribuidas a la mitología, donde los principios femeninos y masculinos son representados de manera distinta. Estas representaciones suelen seguir los siguientes principios de acuerdo a las líneas de género: feminidad y frialdad, masculinidad y dureza. En consecuencia, estos principios guían las normas de género en la sociedad yoruba. No obstante, estas normas no contemplan la opresión entre los géneros, ya que la premisa general es la de relaciones de género complementarias. Ningún género es intrínsecamente dominante, sino que cada uno disfruta de prominencia en áreas específicas. Algunos ejemplos serían la agricultura para los hombres y el trabajo en el mercado para las mujeres.

### Poligamia
La poligamia ha sido una práctica arraigada en la cultura tradicional yoruba desde hace mucho tiempo. En el contexto yoruba, el matrimonio se concibe principalmente como una unión entre familias con el propósito de procrear, en lugar de ser un contrato romántico entre dos personas. Por tanto, el placer sexual y el amor entre las partes involucradas no son objetos del matrimonio. Naturalmente, el cargo de rey tiene una gran importancia en la cultura yoruba, pero también se concede especial importancia a los socios del rey. Como lo ideal para el rey es tener tantos hijos como sea posible, se espera que tenga más esposas que cualquier otra persona.

## Fluidez de género

### Las mujeres como novios
Dado que la poligamia era una práctica común durante la época precolonial y colonial, la esposa principal solía alentar e incluso colaborar con su esposo en la búsqueda de una nueva esposa. Esto resultaba beneficioso desde el punto de vista económico para la nueva esposa, además de permitir compartir las responsabilidades sociales de una esposa entre varias mujeres.

### Acciones y lenguaje que no son indicativos de conductas sexuales
Aunque una esposa mayor puede referirse a la nueva esposa como "iyawo mi" o "aya mi", que significa "mi esposa", no hay pruebas de que esto esté relacionado con el erotismo o una relación sexual entre ellas. Del mismo modo, en el papel tradicional de sacerdote, la fluidez de género es común pero no indica necesariamente homosexualidad. Los Elegun Sango, que tienen una naturaleza femenina, suelen tener múltiples esposas e hijos. Los Aboke 'Badan mantienen peinados femeninos y ocasionalmente se visten como mujeres para rituales culturales y en presencia de otros sacerdotes o jefes. No hay evidencia que sugiera que los hombres en ninguno de estos roles participen en la homosexualidad.

## Salud sexual

### Prevención de infecciones de transmisión sexual
Dentro de la comunidad yoruba en el suroeste de África, se observa que los jóvenes se centran en la salud sexual, mientras que los ancianos suelen quedar excluidos de la conversación. La salud sexual de las personas mayores no recibe la misma atención que la de los jóvenes. A menudo, se les excluye de los servicios de atención médica sexual y culturalmente confían más en métodos tradicionales de prevención y tratamiento de las infecciones de transmisión sexual, en lugar de la medicina occidental o el uso de condones. Algunas herramientas de prevención aceptables son sarun domi y aseje, que son brebajes tradicionales destinados a convertir la enfermedad en agua para el cuerpo. Otras formas de prevención incluyen incisiones, amuletos y envolturas.

#### Los condones en la cultura
En un estudio de investigación sobre la salud sexual de los ancianos yoruba, se observó que el 71% de los participantes practicaban la religión musulmana. La mayoría de ellos mantenían relaciones polígamas y carecían de educación formal, ya que se encontraban jubilados. Aunque algunos de los sujetos contaban con educación formal, solo el 20,4% de los hombres y el 2,8% de las mujeres creían en la efectividad del condón como medida de prevención de las infecciones de transmisión sexual (ITS). Esta creencia limitaba el uso del condón y hacía que el preservativo femenino no fuera utilizado. El estigma, la vergüenza, la falta de conciencia sobre su eficacia y la idea errónea sobre su reducción del placer sexual contribuyen a la decisión de no utilizarlos durante las relaciones sexuales.
En la cultura de los ancianos yoruba, se cree ampliamente que la mayoría de las personas sufrirán de gonorrea en algún momento de sus vidas, y un participante en un estudio incluso sugiere que solo aquellos que padecen la enfermedad pueden concebir hijos. Se identifican tres tipos de gonorrea: la que causa supuración de pus, sangre y la que se conoce como la variante canina (atot si alaja). Aunque el riesgo percibido de contraer el Sida es bajo, se reconoce el término eedi, que describe el nivel más alto de infección y tratamiento inadecuado para el individuo. Asimismo, el concepto de aisan ti o gboogun, que se refiere al tratamiento generalmente inadecuado de ciertas condiciones de salud, también se aplica a aquellos que contraen el VIH.

### Deberes sexuales de una esposa
Aunque la sociedad acepta que los hombres tengan múltiples parejas sexuales mientras están casados, e incluso a veces son respaldados por sus esposas ancianas, una mujer que actúa de la misma manera es mal vista. Los hijos adultos de las mujeres a veces vigilan las actividades de su madre para asegurarse de que no sea promiscua. La ITS popular conocida como magun es una sustancia mágica o maldición que se impone a una mujer para castigar a su próxima pareja sexual, lo que podría provocar su muerte. Se considera un castigo por la inmoralidad sexual. La probabilidad de adquirir infecciones de transmisión sexual (ITS) es mucho mayor en los hombres que en las mujeres cuando se trata de relaciones extramatrimoniales.

#### Sexo y menopausia
El cuerpo de una mujer joven presenta diferencias en comparación con el de un hombre, lo cual refleja su capacidad de procrear y su deseo sexual. A medida que las mujeres envejecen y ya no mantienen el mismo nivel de atractivo, su valor se basa en sus hijos y en su experiencia. Dado que las mujeres tenían la obligación de satisfacer las necesidades sexuales de sus esposos cuando ellos lo deseaban, el envejecimiento les brinda cierta liberación sexual que podría haber sido dolorosa de encontrar. Las creencias acerca de los riesgos del sexo durante y después de la menopausia desalientan esta práctica.

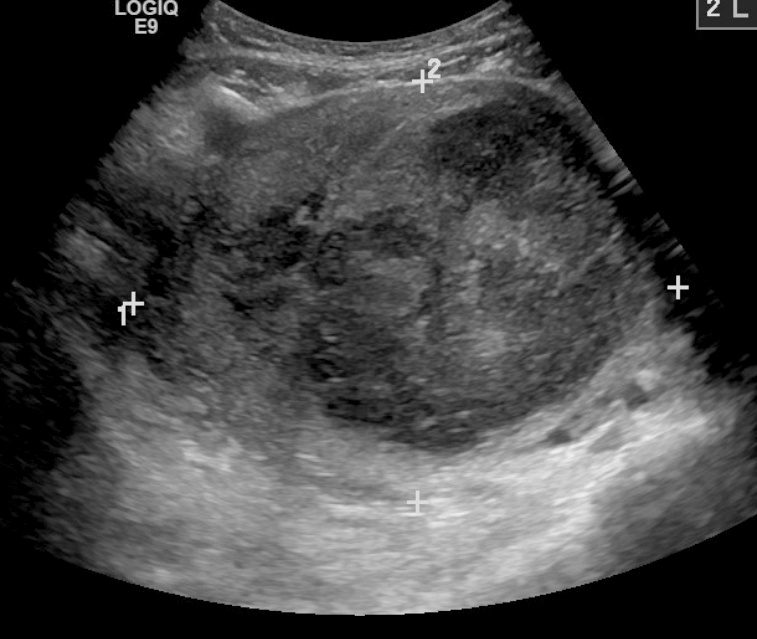
Mioma uterino también conocido como embarazo popular.

Los peligros de un embarazo popular o fibroma se llaman oyun iju. Se cree que esto ocurre cuando mujeres que ya no están en edad fértil tienen relaciones sexuales improductivas que resultan en un fibroma para el cual no existe tratamiento, en lugar de un bebé. También se entiende que la mujer mayor de 60 años tiene derecho a retirarse de sus deberes sexuales para con su marido. Después de tener sus hijos y ser una buena esposa, ella le permite tener relaciones extramatrimoniales para poder concentrarse en criar a sus hijos y nietos. Para las mujeres de edad avanzada, la menopausia es una razón legítima para evitar las relaciones sexuales. El deseo sexual de una mujer no está ausente de su vida como anciana, sino que está separado de su deber para con su marido.

## Otras lecturas
- Ogunyemi, Yemi D. (2010). The Oral Traditions in Ile-Ife: the Yoruba people and their Book of Enlightenment. Bethesda, MD: Academica Press. ISBN 978-1-933146-65-2.
- Dayọ̀ Ológundúdú; Akinṣọla Akiwọwọ (foreword) (2008). The cradle of Yoruba culture (Rev. edición). Institute of Yorubâ Culture ; Center for Spoken Words. ISBN 978-0-615-22063-5.
- Ogunyemi, Yemi D., Yoruba Idealism, published by Peter Lang, March 2022. ISBN 9781433190001
- Ogunyemi, Yemi D., "Yoruba Philosophy and the Seeds of Enlightenment" Vernon Press, 2018, ISBN 978-1-62273-301-9